# Кварацхелія Теофан Караманович
Теофан Караманович Кварацхе́лія (нар. 1895, Накіпі — пом. 1957, Зестафоні) — радянський вчений в області селекції і агротехніки винограду, доктор сільськогосподарських наук з 1953 року, один із засновників наукового виноградарства у Грузії.

## Біографія
Народився у 1895 році в селі Накіпі (нині Цаленджицький муніципалітет Грузії). Після закінчення сільськогосподарського факультету Тбіліського політехнічного інституту на науково-дослідницькій роботі. З 1933 року завідувач відділу агротехніки виноградарства Сакарської дослідної станції Грузинського науково-дослідного інституту садівництва, виноградарства і виноробства.
Помер в Зестафоні у 1957 році.

## Наукова діяльність
Зібрав і вивчив аборигенні сорти винограду Абхазії і Західної Грузії. Для «Ампелографії СРСР» склав описи 33 імеретинських сортів винограду. На закладеній ним колекційній ділянці Сакарської дослідної станції були зібрані всі сорти Абхазії і Імереті. Багато з них вперше описані вченим. Серед праць:
- К вопросу восстановления виноградарства и виноделия в Абхазии. — Субтропики, 1929, №1—2;
- Нагрузка виноградного куста в условиях Западной Грузии. — Тр./Сакарской опытной станции виноградарства и виноделия, 1949, т. 1.(груз.)